# Kylmedium
Kylmedium är ett ämne, oftast gas eller vätska, som används för kylning – det vill säga upptagning och borttransport av värme. För det mesta används gaser eller vätskor. Ett exempel är kylarvätskan i en bil. Ett bra kylmedium skall ha hög värmekapacitivitet och låg viskositet, vara billigt, ogiftigt och kemiskt inert. I vissa fall tillkommer krav på att ämnet skall vara elektriskt isolerande.
Vanligt används i industriell bearbetning den tekniska termen värmeöverföringsvätska i högtemperatur- såväl som lågtemperaturtillverkning. Begreppet omfattar även skärvätskor. Industriell skärvätska har i stort sett klassificerats som vattenlöslig kylvätska och ren skärvätska. Vattenlösligt kylmedel är emulsion av olja i vatten. Den har varierande oljehalt från noll olja (syntetisk kylvätska). Detta kylmedel kan antingen hålla sin fas och förbli flytande eller gasformigt, eller kan genomgå en fasövergång, med den latenta värmen som ökar kylningseffekten. Det senare, när det används för att uppnå en temperatur under omgivningen, är mer känt som köldmedium.

## Gaser
Luft är en vanlig form av kylmedium. Luftkylning använder antingen konvektivt luftflöde (passiv kylning) eller en forcerad cirkulation med fläktar.
Väte används som ett högpresterande gasformigt kylmedel. Dess värmeledningsförmåga är högre än alla andra gaser, den har hög specifik värmekapacitet, låg densitet och därför låg viskositet, vilket är en fördel för roterande maskiner som är känsliga för vindförluster. Vätekylda turbogeneratorer är för närvarande de vanligaste elektriska generatorerna i stora kraftverk.
Inerta gaser används som kylmedel i gaskylda kärnreaktorer. Helium har en låg tendens att absorbera neutroner och bli radioaktivt. Koldioxid används i Magnox- och AGR-reaktorer.
Svavelhexafluorid används för kylning och isolering av vissa högspänningssystem (strömbrytare, strömställare, vissa transformatorer etcetera).
Vattenånga kan användas där hög specifik värmekapacitet krävs i gasform och där hänsyn måste tas till hetvattens korrosiva egenskaper.

## Tvåfas
Vissa kylmedel används i både flytande och gasform i samma krets, och drar fördel av den höga specifika latenta värmen från kokande/kondenserande fasförändring, förångningsentalpin, förutom vätskans icke-fasförändrade värmekapacitet.
Köldmedier är kylmedel som används för att nå låga temperaturer genom att genomgå fasväxling mellan vätska och gas. Halometaner användes ofta, oftast R-12 och R-22, ofta med flytande propan eller andra haloalkaner som R-134a. Vattenfri ammoniak används ofta i stora kommersiella system, och svaveldioxid användes i tidiga mekaniska kylskåp. Koldioxid (R-744) används som arbetsvätska i klimatkontrollsystem för bilar, luftkonditionering i bostäder, kommersiell kylning och varuautomater. Många annars utmärkta köldmedier har avvecklats av miljöskäl (CFC på grund av ozonskiktseffekter) och nu möter många av deras efterföljare restriktioner på grund av global uppvärmning, till exempel R134a.
Vatten används ibland på detta sätt, till exempel i kokvattenreaktorer. Fasändringseffekten kan användas avsiktligt eller kan vara skadlig.
Flytande gaser kan räknas hit, eller till köldmedier, eftersom deras temperatur ofta upprätthålls genom avdunstning. Flytande kväve är det mest kända exemplet som påträffas i laboratorier. Fasändringen kanske inte sker vid den kylda gränsytan, utan på vätskans yta, dit värmen överförs genom konvektiv eller forcerad strömning. 

## Vätskor
Vatten är den vanligaste kylvätskan. Dess höga värmekapacitet och låga kostnad gör den till ett lämpligt värmeöverföringsmedium. Det används vanligtvis med tillsatser, som korrosionsinhibitorer och frostskyddsmedel. Frostskyddsmedel, en lösning av en lämplig organisk kemikalie (oftast etylenglykol, dietylenglykol eller propylenglykol) i vatten, används när den vattenbaserade kylvätskan måste tåla temperaturer under 0 °C, eller när dess kokpunkt måste vara förhöjd. Betain är en liknande kylvätska, med undantaget att den är gjord av ren växtsaft och är inte giftig eller svår att disponera ekologiskt.
- Mycket rent avjoniserat vatten används, på grund av dess relativt låga elektriska ledningsförmåga, för att kyla viss elektrisk utrustning, ofta högeffektsändare och högeffektsvakuumrör.

- Tungt vatten är en neutronmoderator som används i vissa kärnreaktorer. Det har också en sekundär funktion som deras kylvätska. Lättvattenreaktorer, både kokvatten- och tryckvattenreaktorer, den vanligaste typen, använder vanligt (lätt) vatten. Vissa konstruktioner, till exempel CANDU-reaktor, använder båda typerna; tungt vatten i den icke-trycksatta calandria-tanken som moderator och ett kompletterande kylmedel, och lätt vatten som primär värmeöverföringsvätska.

Polyalkylenglykol (PAG) används som högtemperaturs, termiskt stabila värmeöverföringsvätskor som har stark motståndskraft mot oxidation. Moderna PAG kan också vara giftfria och ofarliga.
Skärvätska är ett kylmedel som också fungerar som smörjmedel för metallformande verktygsmaskiner.
Oljor används ofta för applikationer där vatten är olämpligt. Med högre kokpunkter än vatten kan oljor höjas till betydligt högre temperaturer (över 100 °C) utan att införa höga tryck i berörda behållaren eller slingsystem. Många oljor har användningsområden som omfattar värmeöverföring, smörjning, trycköverföring (hydraulvätskor), ibland till och med bränsle, eller flera sådana funktioner samtidigt.
- Mineraloljor fungerar som både kylmedel och smörjmedel i många mekaniska växlar. Vissa vegetabiliska oljor, till exempel ricinolja, används också. På grund av dess höga kokpunkt används mineraloljor i bärbara elektriska radiatorliknande rumsvärmare i bostadsapplikationer och i slutna system för industriell processuppvärmning och kylning. Mineralolja används ofta i nedsänkta PC-system eftersom den är icke-ledande och därför inte kortsluter eller skadar några delar.

- - Polyfenyleteroljor är lämpliga för applikationer som kräver hög temperaturstabilitet, mycket låg flyktighet, inneboende smörjförmåga och/eller strålningsbeständighet. Perfluorpolyeteroljor är deras mer kemiskt inerta variant.

- - En eutektisk blandning av difenyleter (73,5 procent) och difenyl (26,5 procent) används för dess breda temperaturområde och stabilitet upp till 400 °C.

- - Polyklorerade difenyler och polyklorerade terfenyler användes i värmeöverföringsapplikationer, gynnade på grund av deras låga brandfarlighet, kemiska motståndskraft, hydrofobicitet och gynnsamma elektriska egenskaper, men fasas nu ut på grund av deras toxicitet och bioackumulering.

- Silikonoljor och fluorkololjor (som fluorinert) är gynnade för sitt breda spektrum av driftstemperaturer. Men deras höga kostnad begränsar deras tillämpningar.

- Transformatorolja används för kylning och extra elektrisk isolering av kraftfulla elektriska transformatorer. Mineraloljor används vanligtvis. Silikonoljor används för speciella applikationer.

Bränsle används ofta som kylmedel för motorer. Ett kallt bränsle strömmar över vissa delar av motorn, absorberar dess spillvärme och förvärms före förbränning. Fotogen och andra jetbränslen spelar ofta denna roll i flygmotorer. Flytande väte används för att kyla munstycken på raketmotorer.
Vattenfri kylvätska används som ett alternativ till konventionella kylmedel med vatten och etylenglykol. Med högre kokpunkter än vatten (ca 190 °C) motstår kyltekniken överkokning. Vätskan förhindrar också korrosion.
Freoner användes ofta för nedsänkande kylning av till exempel elektronik.

### Smälta metaller och salter
Flytande smältbara legeringar kan användas som kylmedel i applikationer där hög temperaturstabilitet krävs, till exempel vissa snabbväxande kärnreaktorer. Natrium (i natriumkylda snabba reaktorer) eller natrium-kaliumlegering NaK används ofta och i speciella fall kan litium användas. En annan flytande metall som används som kylmedel är bly, i till exempel blykylda snabba reaktorer, eller en bly-vismutlegering. Vissa tidiga snabba neutronreaktorer använde kvicksilver.
För vissa applikationer kan stammarna på tallriksventiler för bilar vara ihåliga och fyllda med natrium för att förbättra värmetransport och överföring.
För tillämpningar med mycket hög temperatur, till exempel reaktorer med smält salt eller reaktorer med mycket hög temperatur, kan smälta salter användas som kylmedel. En av de möjliga kombinationerna är blandningen av natriumfluorid och natriumtetrafluorborat (NaF-NaBF 4). Andra val är FLiBe och FLiNaK. 

### Flytande gaser
Flytande gaser används som kylmedel för kryogena applikationer, som  kryo-elektronmikroskopi, överklockning av datorprocessorer, applikationer som använder supraledare eller extremt känsliga sensorer och starka lågbrusförstärkare.
Koldioxid (CO2) – används som kylvätskeersättning för skärvätskor. CO2 kan ge kontrollerad kylning vid skärgränssnittet så att skärverktyget och arbetsstycket hålls vid omgivningstemperaturer. Användningen av CO2 förlänger verktygets livslängd avsevärt, och på de flesta material går arbetet snabbare. Detta anses vara en mycket miljövänlig metod, särskilt i jämförelse med användningen av petroleumoljor som smörjmedel, då delar förblir rena och torra vilket ofta kan eliminera sekundära rengöringsoperationer.
Flytande kväve, som kokar vid cirka –196 °C (77 K), är den vanligaste och billigaste kylvätskan som används. Flytande luft används i mindre utsträckning, på grund av dess flytande syrehalt som gör den benägen att orsaka brand eller explosioner vid kontakt med brännbara material (se oxyliquits).
Lägre temperaturer kan uppnås med flytande neon som kokar vid cirka –246 °C. De lägsta temperaturerna, som används för de mest kraftfulla supraledande magneterna, uppnås med flytande helium.
Flytande väte vid –250 till –265 °C kan också användas som kylmedel. Det används också både som bränsle och som kylvätska för att kyla munstycken och förbränningskammare i raketmotorer.

### Nanovätskor
En ny klass av kylvätskor är nanovätskor som består av en bärarvätska, som vatten, dispergerad med små nanoskaliga partiklar som kallas nanopartiklar. Specialdesignade nanopartiklar av till exempel kopparoxid, aluminiumoxid, titandioxid, kolnanorör, kiseldioxid eller metaller (till exempel koppar eller silver nanostavar) dispergerade i bärarvätskan förbättrar värmeöverföringsförmågan hos den resulterande kylvätskan jämfört med bärarvätskan ensam. Förbättringen kan teoretiskt vara så hög som 350 procent. Experimenten visade dock inte så höga förbättringar av värmeledningsförmågan, men fann en signifikant ökning av det kritiska värmeflödet hos kylmedierna.
Vissa betydande förbättringar är möjliga. Silvernanostavar med 55 ± 12 nm diameter och 12,8 µm medellängd vid 0,5 volymprocent ökade värmeledningsförmågan för vatten med 68 procent, och 0,5 volymprocent av silvernanostavar ökade värmeledningsförmågan hos etylenglykolbaserad kylvätska med 98 procent. Nanopartiklar av aluminiumoxid vid 0,1 procent kan öka det kritiska värmeflödet av vatten med så mycket som 70 procent då partiklarna bildar en grov porös yta på det kylda föremålet, vilket ökar bildandet av nya bubblor, och deras hydrofila natur hjälper sedan till att trycka bort dem, vilket hindrar bildandet av ångskiktet. Nanovätska med en koncentration på mer än 5 procent fungerar som icke-Newtonska vätskor.

## Fasta ämnen
I vissa applikationer används fasta material som kylmedel. Materialen kräver hög energi för att förångas och denna energi förs sedan bort av de förångade gaserna. Detta tillvägagångssätt är vanligt vid rymdfärder, för ablativa atmosfäriska återinträdessköldar och för kylning av raketmotormunstycken. Samma tillvägagångssätt används också för brandskydd av strukturer, där ablativ beläggning appliceras.
Torris och vattenis kan också användas som kylmedel, när de är i direkt kontakt med strukturen som kyls. Ibland används en extra värmeöverföringsvätska, där vatten med is och torris i aceton är två förekommande kombinationer.
Sublimering av vattenis användes för att kyla rymddräkten för Project Apollo.